# Vilaplana
Vilaplana é um município da Espanha na comarca de Baix Camp, província de Tarragona, comunidade autónoma da Catalunha. Tem 23,2 km² de área e em 2021 tinha 536 habitantes (densidade: 23,1 hab./km²).

## Demografia
| Variação demográfica do município entre 1991 e 2004 [carece de fontes?] | Variação demográfica do município entre 1991 e 2004 [carece de fontes?] | Variação demográfica do município entre 1991 e 2004 [carece de fontes?] | Variação demográfica do município entre 1991 e 2004 [carece de fontes?] |
| ----------------------------------------------------------------------- | ----------------------------------------------------------------------- | ----------------------------------------------------------------------- | ----------------------------------------------------------------------- |
| 1991                                                                    | 1996                                                                    | 2001                                                                    | 2004                                                                    |
| 510                                                                     | 523                                                                     | 559                                                                     | 550                                                                     |